# 콘데 나스트

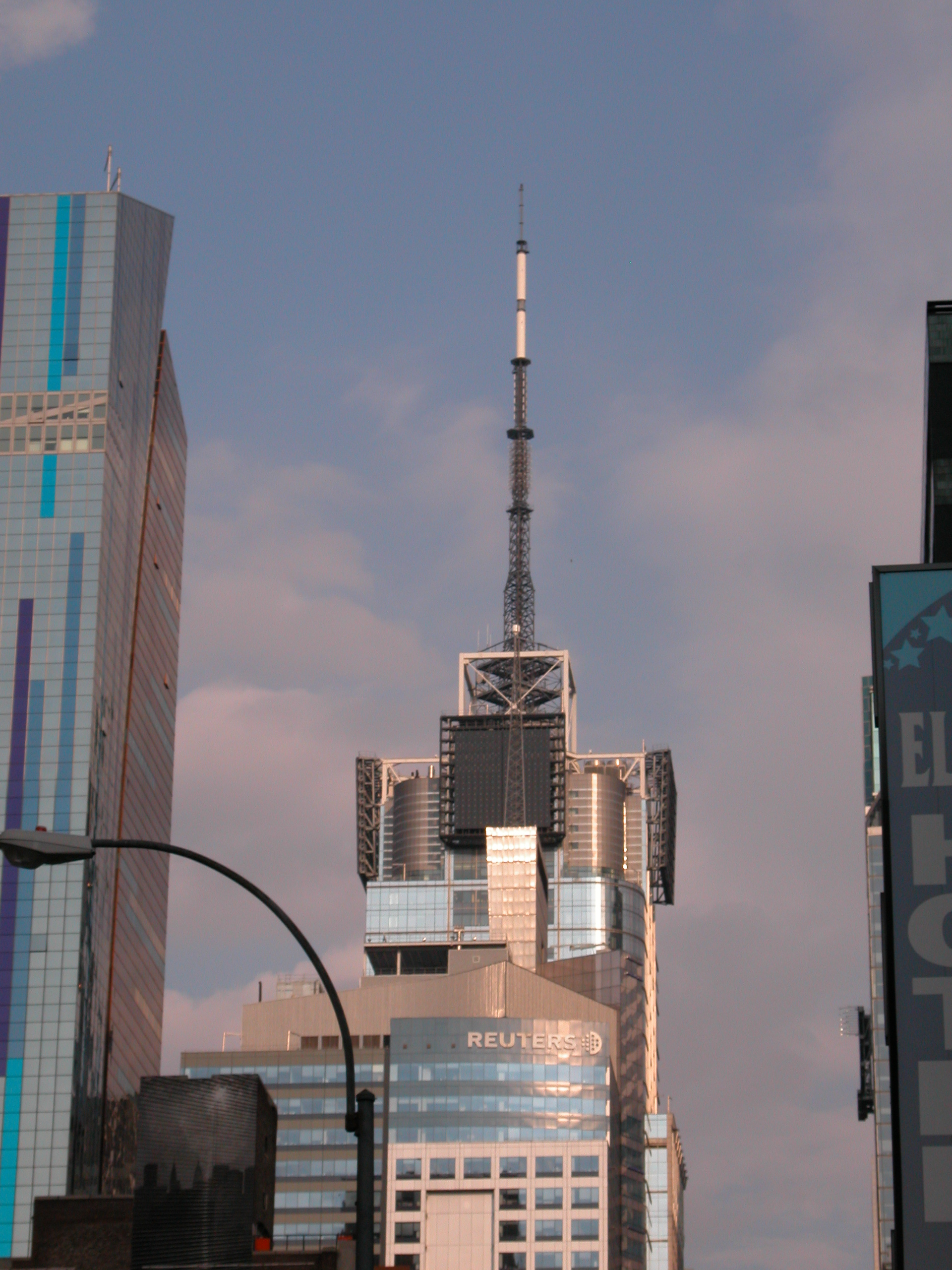
콘데나스트 본사. 뉴욕 시

콘데나스트(영어: Condé Nast)는 1909년에 창립된 미국의 글로벌 미디어 기업이다. 뉴욕 맨해튼의 원 월드 트레이드 센터에 본사가 위치해 있으며, 런던, 밀라노, 로스앤젤레스, 파리, 마드리드, 도쿄, 뭄바이, 모스크바등에 주요 지점을 갖고 있다. 또한 파트너쉽을 통해 중국, 브라질등 세계 37개국에서 잡지, 웹진, 영상 엔터테인먼트등 다양한 매체를 선보이고 있다. 한국에서는 두산그룹과 라이센스 계약관계에 있다. 사무엘 어빙 뉴하우스 주니어(Samuel Irving Newhouse, Jr.)가 명예회장이며, 로버트 A. 사워버그가 CEO를, 그리고 보그지의 편집장인 안나 윈투어가 아티스틱 디렉터를 역임하고 있다.

## 역사
콘데나스트는, 이른바 "라이프스타일 잡지들"이라고 하여, 특정 계층이나 관심사에 초점을 둔 각종 잡지를 모두 발행하는 전략을 처음으로 수립한 것으로 유명하다. 콘데나스트는 패션, 여행, 음식, 가사, 문화등 다양한 분야의 잡지를 발간하고 있다.
콘데나스트는, 1998년에만해도 17개의 정기간행물을 발간하고 있었으며, 각각은 대부분 그 분야 잡지 점유율 1위를 기록하고 있었다. 1달 총 잡지 발행부수만해도 1300만 부에 달했으며, 실제로 잡지를 읽는 사람은 그 숫자의 다섯배인 6500 만 명으로 추산되었다. 콘데나스트의 계열사로는 페어차일드 퍼블리케이션즈(Fairchild Publications, Inc.)가 있다. 예전에는 콘데나스트의 경쟁사였는데, 사무엘 어빙 뉴하우스 주니어가 회사를 사들였다. 페어차일드 퍼블리케이션즈도 많은 월간 잡지를 발행하고 있는데, 특히 일간 트레이드 메거진인《위민즈 웨어 데일리》(Women's Wear Daily)가 유명하다.
콘데나스트 퍼블리케이션은 컨데 먼트로즈 나스트가 설립하였다. 1909년, 그는 주요 잡지 중 하나였던 《보그》를 매입하였다. 1959년, 사무엘 어빙 뉴하우스 시니어가 지배 지분을 확보하였다. 오늘날, 콘데나스트는 미국의 출판기업인 뉴하우스 패밀리의 자회사이자 지주회사인 어드밴스 퍼블리케이션의 자회사로 있다.
콘데나스트에는 찰스 타운센드(Charles Townsend)가 현재 CEO 겸 회장으로 재직하고 있다. 리차드 D. 벡만(Richard D. Beckman)은 콘데나스트 미디어 그룹(Condé Nast Media Group)의 사장으로 있으며, 데이비드 캐리(David Carey)가 현재 그룹 사장으로 있다. 《콩데 나스트 트래블러》의 편집장을 지낸 토마스 J. 왈라스(Thomas J. Wallace)가 편집 관리자 자리를 맡고 있다. 콘데나스트 미디어 그룹(Condé Nast Media Group)은 콘데나스트의 영업 및 마케팅 부문이다. CBS의 패션 및 음악 프로그램인 《패션 락스》(Fashion Rocks) 제작을 맡고 있기도 하다.
2006년 10월 31일, 콘데나스트는 소셜 북마크 사이트인 레딧을 인수하였다. 2008년 5월 20일, 콘데나스트가 또 다른 기술 분야 뉴스, 리뷰 등을 다루는 기업인 아르스 테크니카를 인수한다는 발표가 있었다.
2007년 8월, 콘데나스트는 여성 잡지인《제인》(Jane)을 폐간하였다. 잡지 웹사이트도 곧 문을 닫았다.
2007년 12월에는, 콘데나스트가 가장 오랜 기간 발행하던 잡지 중 하나인 《하우스 & 가든》을 폐간하였다. 106년 역사를 가진 잡지였다.
그리고 2014년 11월 3일에는 원 월드 트레이드 센터에 최초로 입주 함으로써, 원 월드 트레이드 센터가 개장하게 되었다.
2015년에는 음악비평 전문 사이트인 피치포크를 인수했다.

## 출판물
콘데나스트는 업계에서 권위있는 잡지 출판 포트폴리오를 갖추고 잡지를 출판하고 있다. 

### 패션 및 라이프스타일
- 《보그》
- 《글래머》
- 《얼루어》
- 《셀프》
- 《보그 걸》 - 《틴 보그》 (Teen Vogue)
- 《GQ (잡지)》 (Gentlemen's Quarterly)
- 《디테일즈》
- 《럭키》
- 《이지 리빙》

### 인테리어
- 《Architectural Digest》
- 《Maison & Jardin》
- 《보그 데커레이션》

### 결혼
- 《Brides》
- 《Modern Bride》
- 《Elegant Bride》

### 인테리어
- 《쿠키》

### 골프
- 《골프 다이제스트》
- 《골프 월드》
- 《골프 포 위민》

### 음식
- 《고메》
- 《봉 아뻬띠》

### 여행
- 《콩데 나스트 트래블러》

### 기술
- 《와이어드》
- 《아스 테크니카》
- 《웹몽키》

### 문화
- 《배니티 페어》
- 《더 뉴 요커》

## 폐간된 잡지
- 《콩데 나스트 포트폴리오》
- 《하우스 & 가든》
- 《제인》

## 인터넷 사이트
- arstechnica.com
- Brides.com
- concierge.com
- condenaststore.com
- condenet.com
- epicurious.com
- Flip.com
- men.style.com
- NewYorker.com
- newyorkerstore.com
- Portfolio.com
- Pitchfork.com
- reddit.com
- style.com
- stylefinder.com
- webmonkey.com
- Wired.com